# 구스쿠베정
구스쿠베정(일본어: 城辺町)은 일본 오키나와현 미야코군에 있던 정이다. 
2005년 10월 1일에,  히라라시·시모지정·우에노촌·이라부정과 합병해 미야코지마시가 되었기 때문에 소멸하였다.

## 지리
미야코섬의 남동부에 위치했었다.

## 역사
- 1908년 4월 1일 - 도서정촌제 시행에 의해 구스쿠베촌이 성립하였다.
- 1947년 2월 1일 - 정으로 승격해 구스쿠베정이 되었다.
- 2005년 10월 1일 - 히라라시·시모지정·우에노촌·이라부정과 합병해 미야코지마시가 되어 소멸하였다.

## 교통

### 도로
- 국도 390호선